# Kinetic Faith
Kinetic Faith è il quarto album in studio del gruppo heavy metal statunitense Bride, pubblicato nel 1991.

## Tracce
1. Troubled Times – 4:28
2. Hired Gun – 4:29
3. Ever Fallen in Love – 4:35
4. Love on the Mountain – 4:12
5. Ski Masks and Hand Guns – 4:30
6. Everybody Knows My Name – 4:23
7. Young Love – 3:30
8. Kiss the Train – 3:57
9. Crimes Against Humanity – 4:05
10. Sweet Louise – 4:42